# (32994) 1997 AT21
1997 AT21 (asteroide 32994) é um asteroide da cintura principal. Possui uma excentricidade de 0.04291000 e uma inclinação de 15.17368º.
Este asteroide foi descoberto no dia 11 de janeiro de 1997 por Beijing Schmidt CCD Asteroid Program em Xinglong.